# Bitwa pod Pandżwai
Bitwa pod Pandżwai – starcie zbrojne, w którym siły ISAF z udziałem Kanady i armii Afganistanu wspierane przez niewielkie oddziały z Holandii i Wielkiej Brytanii, walczyły przeciwko talibom na przełomie września i października 2006 roku.

## Bitwa

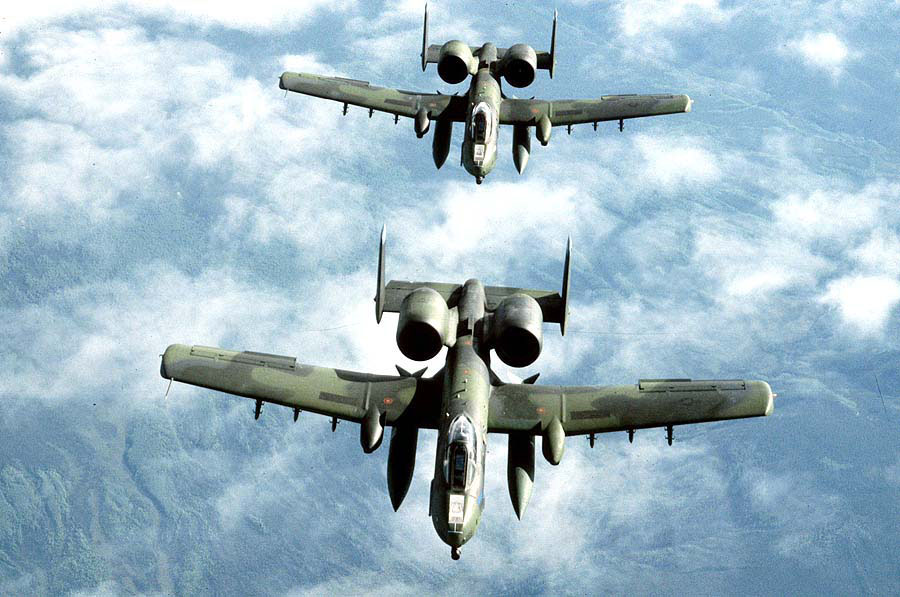
Samolot bliskiego wsparcia sił lądowych Fairchild A-10 Thunderbolt II

Mimo zwycięskich walk ISAF w lipcu 2006 na tym samym terenie, talibowie powrócili i opanowali twierdzę w Pandżwai. Po raz kolejny odbyła się mobilizacja wojsk ISAF na terenie Panjawii, tym razem w ramach operacji pod kryptonimem Meduza.
W pierwszym dniu operacji ISAF zaatakowało twierdzę zdobytą przez talibów. Wyczerpujące i krwawe walki prowadzone na ziemi i z powietrza trwały do następnego rana. Na drugi dzień zginęło 4 kanadyjskich żołnierzy. Podczas bitwy wezwano na pomoc lotnictwo USA.
Amerykańskie samoloty szturmowe A-10 celnie ostrzelały pozycje talibów oraz – przez pomyłkę – Kanadyjczyków, ponieważ piloci źle namierzyli stanowiska sojuszników. W kolejnych dniach walki ucichły, lecz codziennie dochodziło do starć, w których to talibowie ponosili ogromne straty. Kanadyjczycy zmusili bojowników do odwrotu i przejęli kontrolę nad Pandżwai. Ofiar jednak, głównie wśród cywilów, dalej przybywało, ponieważ talibowie zwiększyli liczbę zamachów terrorystycznych w tym rejonie.